# ایسیدورا ایبارا
ایسیدورا ایبارا (اسپانیایی: Isidoro Ibarra‎؛ زادهٔ ۲ اکتبر ۱۹۹۲) بازیکن هاکی روی چمن اهل آرژانتین است که در مسابقات کشوری و بین‌المللی در مجموع برندهٔ 3 مدال طلا شده‌است.